# Olympische Sommerspiele 2012/Teilnehmer (Malaysia)
| Gelbes Symbol für Goldmedaillen mit stilisierten Olympischen Ringen | Graues Symbol für Silbermedaillen mit stilisierten Olympischen Ringen | Braundes Symbol für Bronzemedaillen mit stilisierten Olympischen Ringen |
| ------------------------------------------------------------------- | --------------------------------------------------------------------- | ----------------------------------------------------------------------- |
| —                                                                   | 1                                                                     | 1                                                                       |

Malaysia nahm in London an den Olympischen Spielen 2012 teil. Es war die insgesamt zwölfte Teilnahme an Olympischen Sommerspielen. Vom Olympic Council of Malaysia wurden insgesamt 30 Athleten in acht Sportarten nominiert.

## Flaggenträger
Die Turmspringerin Pandelela Rinong Pamg trug die Flagge Malaysias während der Eröffnungsfeier.

## Medaillen

### Medaillenspiegel
| Medaillenspiegel Malaysia |                |                              |                           |                           |        |
| Platz                     | Sportart       | Goldmedaille – Olympiasieger | Silbermedaille – 2. Platz | Bronzemedaille – 3. Platz | Gesamt |
| 1                         | Badminton      | —                            | 1                         | —                         | 1      |
| 2                         | Wasserspringen | —                            | —                         | 1                         | 1      |
| Total                     | Total          | —                            | 1                         | 1                         | 2      |

### Medaillengewinner

#### Silber
| Name          | Sportart  | Wettkampf     |
| ------------- | --------- | ------------- |
| Lee Chong Wei | Badminton | Männer Einzel |

#### Bronze
| Name                  | Sportart       | Wettkampf                |
| --------------------- | -------------- | ------------------------ |
| Pandelela Rinong Pamg | Wasserspringen | Frauen Turmspringen 10 m |

## Teilnehmer nach Sportarten

### Badminton
| Athleten                     | Wettbewerb | Gruppenphase                                                      | Gruppenphase                                                  | Gruppenphase  | Gruppenphase | Achtelfinale  | Achtelfinale      | Viertelfinale       | Viertelfinale      | Halbfinale    | Halbfinale         | Finale               | Finale                              | Rang   |
| Athleten                     | Wettbewerb | Gegner                                                            | Ergebnis                                                      | Punkte        | Rang         | Gegner        | Ergebnis          | Gegner              | Ergebnis           | Gegner        | Ergebnis           | Gegner               | Ergebnis                            | Rang   |
| ---------------------------- | ---------- | ----------------------------------------------------------------- | ------------------------------------------------------------- | ------------- | ------------ | ------------- | ----------------- | ------------------- | ------------------ | ------------- | ------------------ | -------------------- | ----------------------------------- | ------ |
| Frauen                       |            |                                                                   |                                                               |               |              |               |                   |                     |                    |               |                    |                      |                                     |        |
| Tee Jing Yi                  | Einzel     | Bae Y. J. A. Allegrini                                            | 1:2 (21:16, 15:21, 12:21) 2:0 (21:7, 21:14)                   | 3:2 (90:79)   | 2            | ausgeschieden | ausgeschieden     | ausgeschieden       | ausgeschieden      | ausgeschieden | ausgeschieden      | ausgeschieden        | ausgeschieden                       | 17     |
| Männer                       |            |                                                                   |                                                               |               |              |               |                   |                     |                    |               |                    |                      |                                     |        |
| Lee Chong Wei                | Einzel     | V. Lång                                                           | 2:1 (21:8, 14:21, 21:11)                                      | –             | –            | S. Santoso    | 2:0 (21:12, 21:8) | K. Parupalli        | 2:0 (21:19, 21:11) | Chen L.       | 2:0 (21:13, 21:14) | Lin D.               | 1:2 (21:15, 10:21, 19:21)           | Silber |
| Koo Kien Keat Tan Boon Heong | Doppel     | N. Kawamae S. Satō H. Bach T. Gunawan Lee Y. D. Jung J. S.        | 2:0 (21:12, 21:14) 2:0 (21:12, 21:14) 0:2 (16:21, 11:21)      | 4:2 (111:94)  | 2            | –             | –                 | B. Isara M. Jongjit | 2:0 (21:16, 21:18) | Cai Y. Fu H.  | 0:2 (9:21, 19:21)  | Lee Y. D. Jung J. S. | Spiel um Platz 3 0:2 (21:23, 10:21) | 4      |
| Mixed                        |            |                                                                   |                                                               |               |              |               |                   |                     |                    |               |                    |                      |                                     |        |
| Chan Peng Soon Goh Liu Ying  | Doppel     | Chen W. H. Chien Y. C. Xu C. Ma J. S. Prapakamol S. Thungthongkam | 1:2 (12:21, 21:6, 15:21) 0:2 (14:21, 8:21) 0:2 (16:21, 15:21) | 1:6 (101:132) | 5            | –             | –                 | ausgeschieden       | ausgeschieden      | ausgeschieden | ausgeschieden      | ausgeschieden        | ausgeschieden                       | 13     |

### Bogenschießen
| Athleten                                              | Wettbewerb | Qualifikation | Qualifikation | 1. Runde        | 1. Runde | 2. Runde      | 2. Runde      | Achtelfinale  | Achtelfinale  | Viertelfinale     | Viertelfinale | Halbfinale    | Halbfinale    | Finale        | Finale        | Rang |
| Athleten                                              | Wettbewerb | Ringe         | Rang          | Gegner          | Ergebnis | Gegner        | Ergebnis      | Gegner        | Ergebnis      | Gegner            | Ergebnis      | Gegner        | Ergebnis      | Gegner        | Ergebnis      | Rang |
| ----------------------------------------------------- | ---------- | ------------- | ------------- | --------------- | -------- | ------------- | ------------- | ------------- | ------------- | ----------------- | ------------- | ------------- | ------------- | ------------- | ------------- | ---- |
| Frauen                                                |            |               |               |                 |          |               |               |               |               |                   |               |               |               |               |               |      |
| Nurul Syafiqah Hashim                                 | Einzel     | 599           | 60            | -               | -        | Lin Chia-En   | 2:6           | ausgeschieden | ausgeschieden | ausgeschieden     | ausgeschieden | ausgeschieden | ausgeschieden | ausgeschieden | ausgeschieden | 33   |
| Männer                                                |            |               |               |                 |          |               |               |               |               |                   |               |               |               |               |               |      |
| Haziq Kamaruddin                                      | Einzel     | 654           | 48            | D. Gankin       | 4:6      | ausgeschieden | ausgeschieden | ausgeschieden | ausgeschieden | ausgeschieden     | ausgeschieden | ausgeschieden | ausgeschieden | ausgeschieden | ausgeschieden | 33   |
| Khairul Anuar Mohamad                                 | Einzel     | 669           | 20            | Cheng Chu-Sian  | 6:4      | Xing Yu       | 6:5           | Larry Godfrey | 6:5           | Takaharu Furukawa | 2:6           | ausgeschieden | ausgeschieden | ausgeschieden | ausgeschieden | 6    |
| Cheng Chu Sian                                        | Einzel     | 658           | 45            | Khairul Mohamad | 4:6      | ausgeschieden | ausgeschieden | ausgeschieden | ausgeschieden | ausgeschieden     | ausgeschieden | ausgeschieden | ausgeschieden | ausgeschieden | ausgeschieden | 33   |
| Haziq Kamaruddin Khairul Anuar Mohamad Cheng Chu Sian | Mannschaft | 1981          | 10            | –               | –        | –             | –             | Mexiko        | 211:215       | ausgeschieden     | ausgeschieden | ausgeschieden | ausgeschieden | ausgeschieden | ausgeschieden | 9    |

### Fechten
| Athleten     | Wettbewerb   | 1. Runde    | 1. Runde | 2. Runde      | 2. Runde | Achtelfinale  | Achtelfinale  | Viertelfinale | Viertelfinale | Halbfinale    | Halbfinale    | Finale        | Finale        | Rang |
| Athleten     | Wettbewerb   | Gegner      | Ergebnis | Gegner        | Ergebnis | Gegner        | Ergebnis      | Gegner        | Ergebnis      | Gegner        | Ergebnis      | Gegner        | Ergebnis      | Rang |
| ------------ | ------------ | ----------- | -------- | ------------- | -------- | ------------- | ------------- | ------------- | ------------- | ------------- | ------------- | ------------- | ------------- | ---- |
| Männer       |              |             |          |               |          |               |               |               |               |               |               |               |               |      |
| Yu Peng Kean | Säbel Einzel | Mannad Zeid | 15:12    | Áron Szilágyi | 1:15     | ausgeschieden | ausgeschieden | ausgeschieden | ausgeschieden | ausgeschieden | ausgeschieden | ausgeschieden | ausgeschieden | 32   |

### Leichtathletik
Laufen und Gehen
| Athleten              | Wettbewerb   | Vorlauf     | Vorlauf | Halbfinale    | Halbfinale    | Finale        | Finale        | Rang |
| Athleten              | Wettbewerb   | Zeit        | Rang    | Zeit          | Rang          | Zeit          | Rang          | Rang |
| --------------------- | ------------ | ----------- | ------- | ------------- | ------------- | ------------- | ------------- | ---- |
| Frauen                |              |             |         |               |               |               |               |      |
| Noraseela Mohd Khalid | 400 m Hürden | 1:00,16 min | 8       | ausgeschieden | ausgeschieden | ausgeschieden | ausgeschieden | 39   |

Springen und Werfen
| Athleten    | Wettbewerb | Qualifikation | Qualifikation | Finale        | Finale        | Rang |
| Athleten    | Wettbewerb | Weite/Höhe    | Rang          | Weite/Höhe    | Rang          | Rang |
| ----------- | ---------- | ------------- | ------------- | ------------- | ------------- | ---- |
| Männer      |            |               |               |               |               |      |
| Lee Hup Wei | Hochsprung | 2,16 m        | 30            | ausgeschieden | ausgeschieden | 30   |

### Radsport

#### Bahn
| Athleten          | Wettbewerb | Qualifikation | Qualifikation | Finals        | Finals        | Rang |
| Athleten          | Wettbewerb | Zeit          | Rang          | Zeit          | Rang          | Rang |
| ----------------- | ---------- | ------------- | ------------- | ------------- | ------------- | ---- |
| Frauen            |            |               |               |               |               |      |
| Fatehah Mustapa   | Keirin     | –             | 4             | ausgeschieden | ausgeschieden | 15   |
| Männer            |            |               |               |               |               |      |
| Azizulhasni Awang | Keirin     | –             | 2             | –             | 6             | 6    |
| Azizulhasni Awang | Sprint     | 10,226 s      | 11            | –             | 8             | 8    |

Der ursprünglich im Sprint vorgesehene Josiah Ng wurde kurzfristig durch Azizulhasni Awang ersetzt.

#### Straße
| Athleten                      | Wettbewerb    | Zeit       | Rang       |
| ----------------------------- | ------------- | ---------- | ---------- |
| Männer                        |               |            |            |
| Mohammed Adiq Husainie Othman | Straßenrennen | aufgegeben | aufgegeben |
| Amir Mustafa Rusli            | Straßenrennen | aufgegeben | aufgegeben |

### Schießen
| Athleten                  | Wettbewerb      | Qualifikation | Qualifikation | Finale        | Finale        | Ringe | Rang |
| Athleten                  | Wettbewerb      | Ringe         | Rang          | Ringe         | Rang          | Ringe | Rang |
| ------------------------- | --------------- | ------------- | ------------- | ------------- | ------------- | ----- | ---- |
| Frauen                    |                 |               |               |               |               |       |      |
| Nur Suryani Mohamed Taibi | Luftgewehr 10 m | 392           | 34            | ausgeschieden | ausgeschieden | 392   | 34   |

### Schwimmen
| Athleten     | Wettbewerb       | Vorlauf     | Vorlauf | Halbfinale | Halbfinale | Finale        | Finale        | Rang |
| Athleten     | Wettbewerb       | Zeit        | Rang    | Zeit       | Rang       | Zeit          | Rang          | Rang |
| ------------ | ---------------- | ----------- | ------- | ---------- | ---------- | ------------- | ------------- | ---- |
| Frauen       |                  |             |         |            |            |               |               |      |
| Khoo Cai Lin | 800 m Freistil   | 8:51,18 min | 6       | –          | –          | ausgeschieden | ausgeschieden | 29   |
| Heidi Gan    | 10 km Freiwasser | –           | –       | –          | –          | 2:00:45,0 h   | 16            | 16   |

### Segeln
Fleet Race
| Athleten                 | Wettbewerb | Qualifikation | Qualifikation | Medal Race    | Medal Race    | Punkte | Rang |
| Athleten                 | Wettbewerb | Punkte        | Rang          | Punkte        | Rang          | Punkte | Rang |
| ------------------------ | ---------- | ------------- | ------------- | ------------- | ------------- | ------ | ---- |
| Männer                   |            |               |               |               |               |        |      |
| Khairulnizam Mohd Afendy | Laser      | 394           | 47            | ausgeschieden | ausgeschieden | 394    | 47   |

### Wasserspringen
| Athleten                               | Wettbewerb            | Vorkampf | Vorkampf | Halbfinale    | Halbfinale    | Finale        | Finale        | Rang   |
| Athleten                               | Wettbewerb            | Punkte   | Rang     | Punkte        | Rang          | Punkte        | Rang          | Rang   |
| -------------------------------------- | --------------------- | -------- | -------- | ------------- | ------------- | ------------- | ------------- | ------ |
| Frauen                                 |                       |          |          |               |               |               |               |        |
| Jun Hoong Cheong                       | Kunstspringen 3 m     | 272,45   | 20       | ausgeschieden | ausgeschieden | ausgeschieden | ausgeschieden | 20     |
| Yan Yee Ng                             | Kunstspringen 3 m     | 257,85   | 24       | ausgeschieden | ausgeschieden | ausgeschieden | ausgeschieden | 24     |
| Pandelela Rinong Pamg                  | Turmspringen 10 m     | 349,00   | 2        | 352,50        | 5             | 359,20        | 3             | Bronze |
| Traisy Tukiet                          | Turmspringen 10 m     | 285,00   | 22       | ausgeschieden | ausgeschieden | ausgeschieden | ausgeschieden | 22     |
| Pandelela Rinong Pamg Jun Hoong Cheong | Synchronspringen 3 m  | –        | –        | –             | –             | 283,50        | 8             | 8      |
| Pandelela Rinong Pamg Mun Yee Leong    | Synchronspringen 10 m | –        | –        | –             | –             | 308,52        | 7             | 7      |
| Männer                                 |                       |          |          |               |               |               |               |        |
| Yeoh Ken Nee                           | Kunstspringen 3 m     | 452,60   | 10       | 441,65        | 12            | 437,45        | 10            | 10     |
| Qiang Huang                            | Kunstspringen 3 m     | 433,85   | 19       | ausgeschieden | ausgeschieden | ausgeschieden | ausgeschieden | 19     |
| Bryan Lomas                            | Turmspringen 10 m     | 434,95   | 19       | ausgeschieden | ausgeschieden | ausgeschieden | ausgeschieden | 19     |
| Qiang Huang Bryan Lomas                | Synchronspringen 3 m  | –        | –        | –             | –             | 405,09        | 8             | 8      |